# 唐国郡
唐国郡，中国古代的郡。
西晋末年，慕容廆建前燕政权于辽东，设置郡县以统流人，以并州人侨置唐国郡，约治今辽宁省西南部。后废。 